# Кућа трговца Душана Лазића
Кућа трговца Душана Лазића налази се у Београду, у градској општини Савски венац, улици Булевар кнеза Александра Карађорђевића. Саграђена је 1932. године за богатог твговца Душана Лазића и уврштена у споменик културе града Београда.

## Историјат
Кућа је саграђена 1932. године према пројектима архитекте Драгише Брашована у духу раног модернизма међуратне београдске архитектуре. Конципирана је као слободностојећи објекат окружен пространим вртом, фронтално постављен у односу на широки булевар. Решена је у компактној, скоро симетричној основи и форми, са изразитим одликама Брашовановог личног модерног израза.
Обухвата сутерен, приземље и спрат, што се поклапа са функционалном организацијом простора у којој се, према традиционалном моделу, издвајају три целине: сервисни, репрезентативни и приватни део куће. На кући се издавајају кубуси разлитих висина, а специфична је и фасада, чији су делови постављени хоризонтално и вертикално. На чеоној фасади уочљив је модернистички концепт, померањем главног улаза улево, док је улазно степениште задржано у централној оси фасаде. На главној фасади налазе се три кружна прозора, у приземној зони налазе се декоративни ефекти са квадратним орнаментима и масивним стубовима, испред улаза. Вилу окружује врт, а данас је у њој смештена амбасада Израела.
Кућа спада у групу луксузних вила, какве су се зидале на Дедињу између два светска рата и представља дело локалног београдског идиома. Објекат је од културно—историјске и архитектонско—урбанистичке вредности и заузима истакнуто место у београдској модерној архитектури између два светска рата, као и у стваралаштву архитекте Брашована.